# 2012年ロンドンオリンピックのアメリカ領サモア選手団
2012年ロンドンオリンピックのアメリカ領サモア選手団（2012ねんロンドンオリンピックのアメリカりょうサモアせんしゅだん）は、2012年7月27日から8月12日までイギリスのロンドンで開催されたロンドンオリンピックアメリカ領サモア選手団の名簿。

## 選手団
- 人員: 選手 5人
- 開会式旗手: Ching Maou Wei

## 種目別選手・スタッフ名簿及び成績

### 陸上競技
- Elama Fa'atonu（男子100m）11秒48 予備予選敗退

### 柔道
- Anthony Liu（男子100kg級）第1回戦敗退

### 競泳
- Ching Maou Wei（男子50m自由形）27秒30 予選敗退
- Megan Fonteno（女子100m自由形）57秒45 予選敗退

### レスリング
- ナタリエル・ツアモネロア（男子96kg級）第1回戦敗退